# 별마당도서관
별마당도서관(별마당圖書館)은 스타필드 코엑스몰 내부에 위치한 도서관으로, 코엑스몰 센트럴플라자에 총면적 2,800m2, 2개 층으로 들어선 무료도서관이다. 인스타그램에는 별마당도서관을 주제로 한 콘텐츠가 하루 평균 300개 가까이 올라오고, 관련 콘텐츠 수가 7만 5천 건을 넘어섰다.

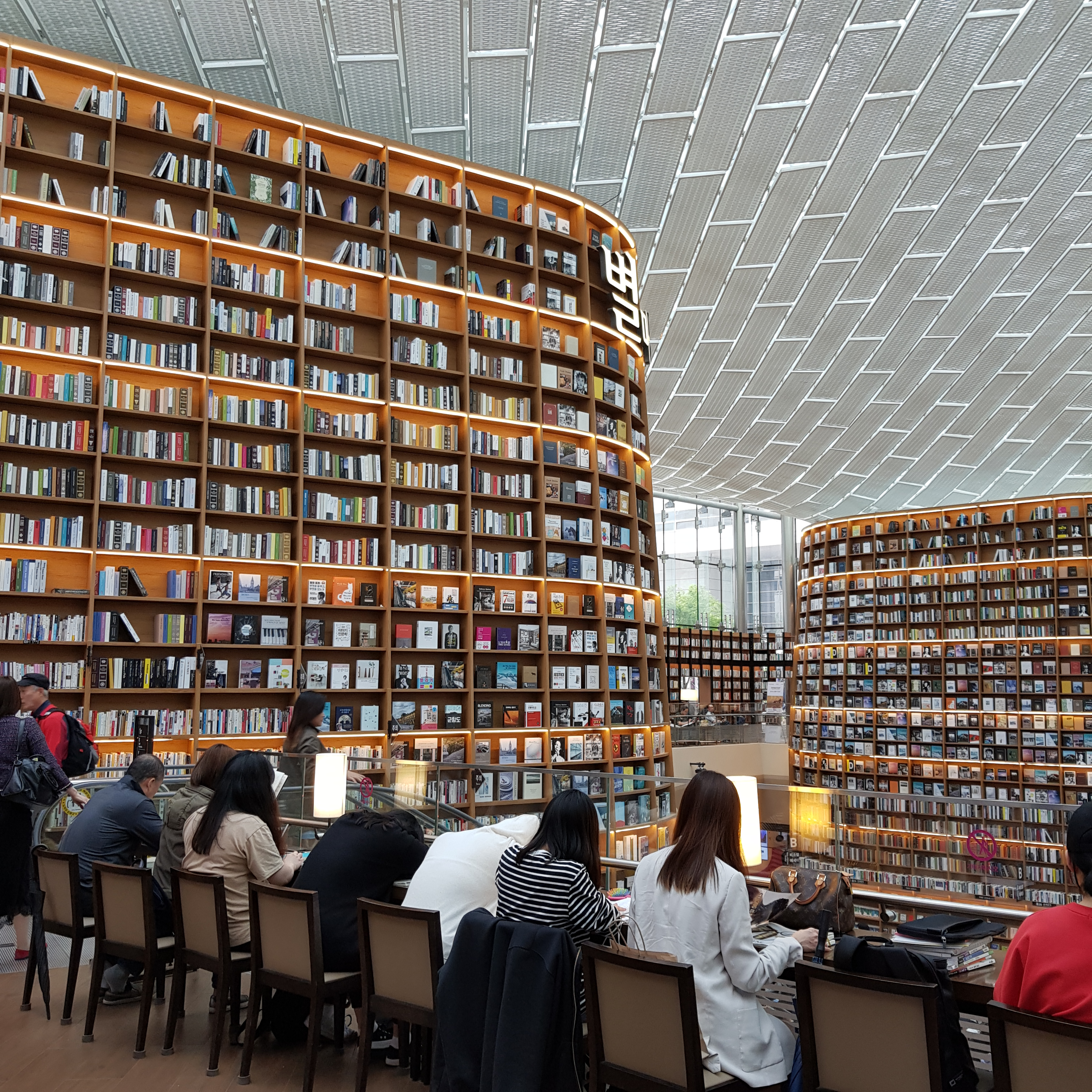
별마당 도서관 2층

저자들과 직접 만나는 작가 토크쇼와 시 낭송회, 이 시대의 지성과 명사를 초청하는 강연회 및 음악이 함께 하는 북콘서트 등 책을 주제로 한 다채로운 문화 행사가 이루어진다. 베르나르 베르베르 등이 독자와의 만남을 갖는 시간을 가지기도 했다.
2022년 한국 중부 집중호우 당시 침수 피해를 겪기도 하였다.

## 사진

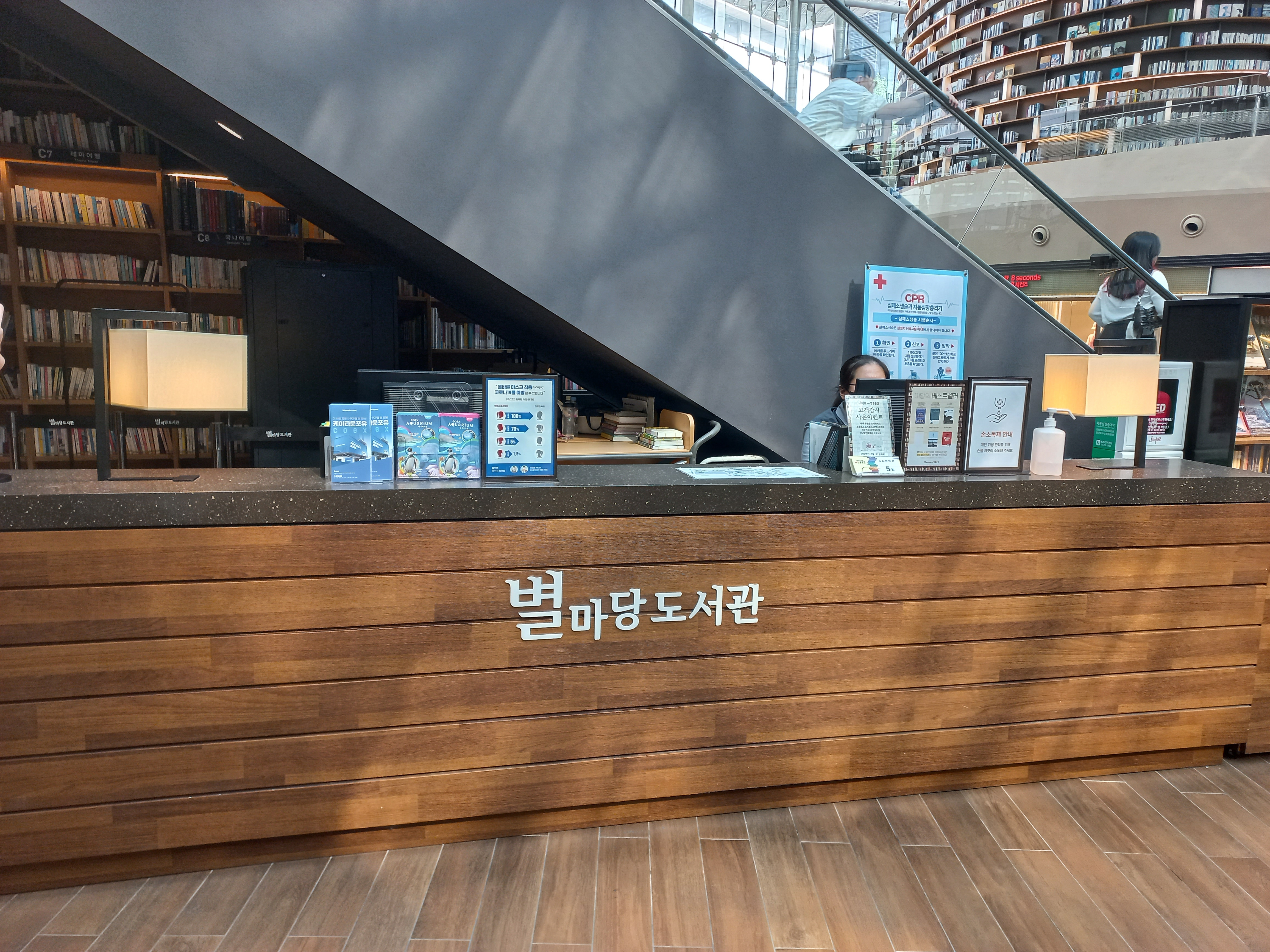
안내소
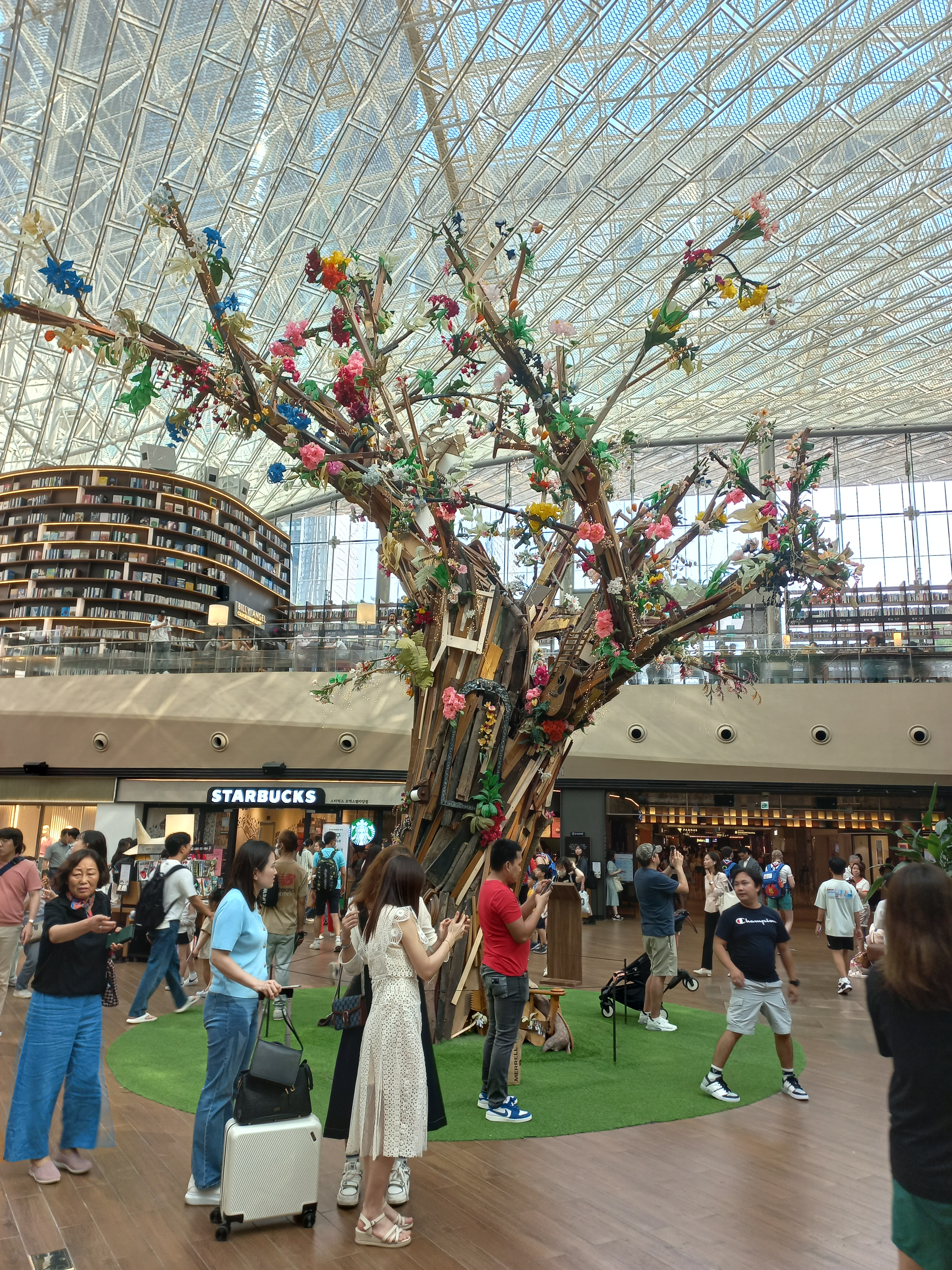
장식물(2023년)
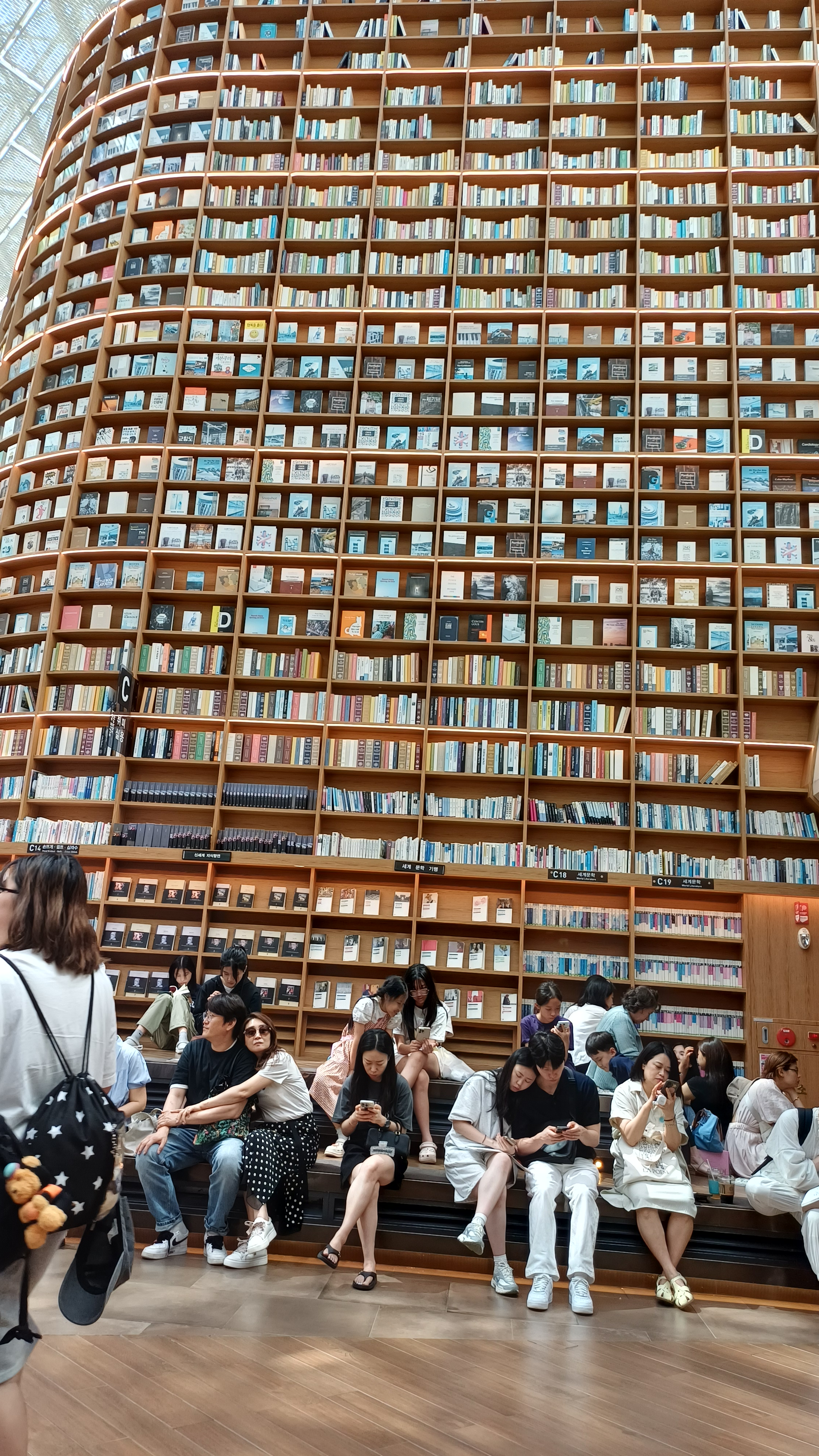
2025년 7월 5일
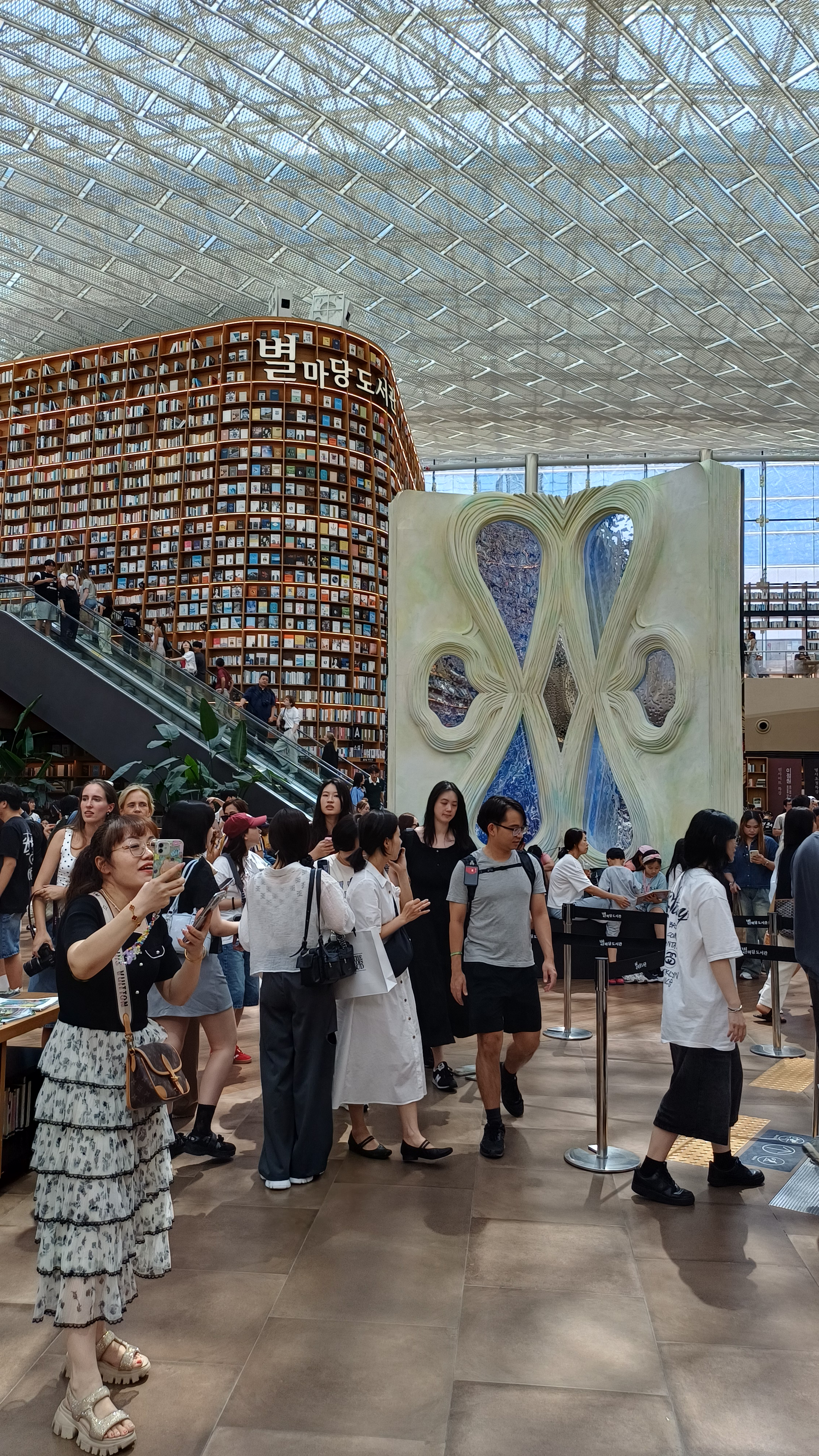
별마당도서관 장식물(2025년)

## 같이 보기
- 수원 별마당도서관